# Asylum Records
Asylum Records este o casă de discuri fondată în 1971 de David Geffen și Elliot Roberts, care au lucrat anterior ca agenți la William Morris Agency. Fondată special pentru a oferi un contract de înregistrări lui Jackson Browne, casa de discuri a mai semnat cu Linda Ronstadt, The Eagles, Tom Waits, Joni Mitchell, și Bob Dylan pentru 2 albume. A fost preluată de Warner Communications (acum Warner Music Group) în 1976, și mai târziu a fuzionat cu Elektra Records devenind Elektra/Asylum Records. 
În prezent Asylum este orientată în special pe hip-hop, rock și alternative metal. Ea este deținută de Warner Music Group, și este distribuită prin Warner Bros. Records.